# Cañón de Infantería de 37 mm modelo 1916 TRP
El cañón de Infantería de 37 mm modelo 1916 TRP fue un cañón de apoyo francés, empleado por primera vez durante la Primera Guerra Mundial. TRP es el acrónimo de Tir Rapide, Puteaux (disparo rápido, Puteaux). El propósito táctico de este cañón era la destrucción de nidos de ametralladoras. También fue empleado a bordo de aviones, como el Beardmore W.B.V y el Salmson-Moineau S.M.1. El as de la aviación René Fonck utilizó un 37 mm modelo 1916 a bordo de un SPAD S.XII.     

## Descripción

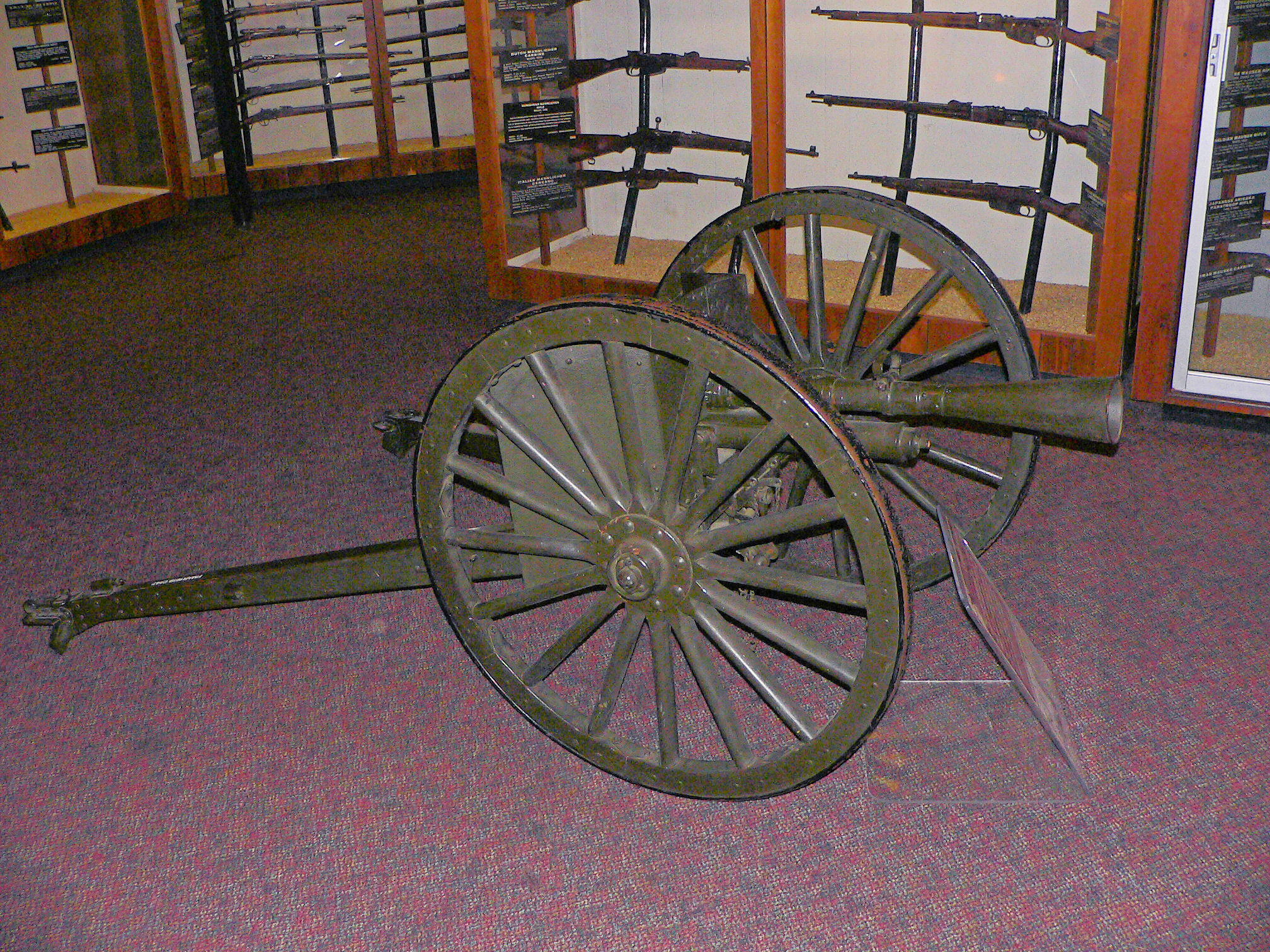
Un modelo 1916 TRP, con escudo, bocacha apagallamas y las ruedas de transporte instaladas.

El modelo 1916 TRP era de calibre 37 mm, porque este era el calibre más pequeño permitido para proyectiles explosivos según las cláusulas de la Conferencia de La Haya de 1899 y por lo tanto fue empleado por varios países en cañones ligeros.
El cañón iban montado sobre un trípode, al cual se le podían instalar ruedas para remolcarlo. También podían ser transportado por cuatro hombres, después de desmontarse en dos secciones: el cañón con su mecanismo de retroceso (47 kg) y el trípode (38 kg). Algunos estaban equipados con un escudo protector blindado. El cierre de la recámara era básicamente una versión de menor tamaño del empleado por el conocido M1897 75 mm.
Podía ser operado por dos hombres (artillero y cargador), con una cadencia máxima de 35 disparos/minuto. Todos fueron equipados con una mira telescópica APX desmontable para disparos directos y con un alza de cuadrante para disparos indirectos.
En servicio estadounidense, a cada cañón se le asignaba un armón de municiones, que transportaba catorce cajas de dieciséis proyectiles, así como herramientas y accesorios. El cañón y su armón eran usualmente remolcados por un caballo o una mula, pero sus sirvientes lo transportaban si se esperaba establecer contacto con el enemigo.
La munición estadounidense de alto poder explosivo para el TRP era el obús Mark II, que pesaba 670 g y tenía una carga explosiva de 27,2 g de TNT. El Ejército francés empleaba el Obus explosif Mle1916, con un peso de 550 g y una carga explosiva de 30 g. Los proyectiles de este tipo capturados por los alemanes en la Segunda Guerra Mundial fueron designados Sprgr 147(f). 

## Historia

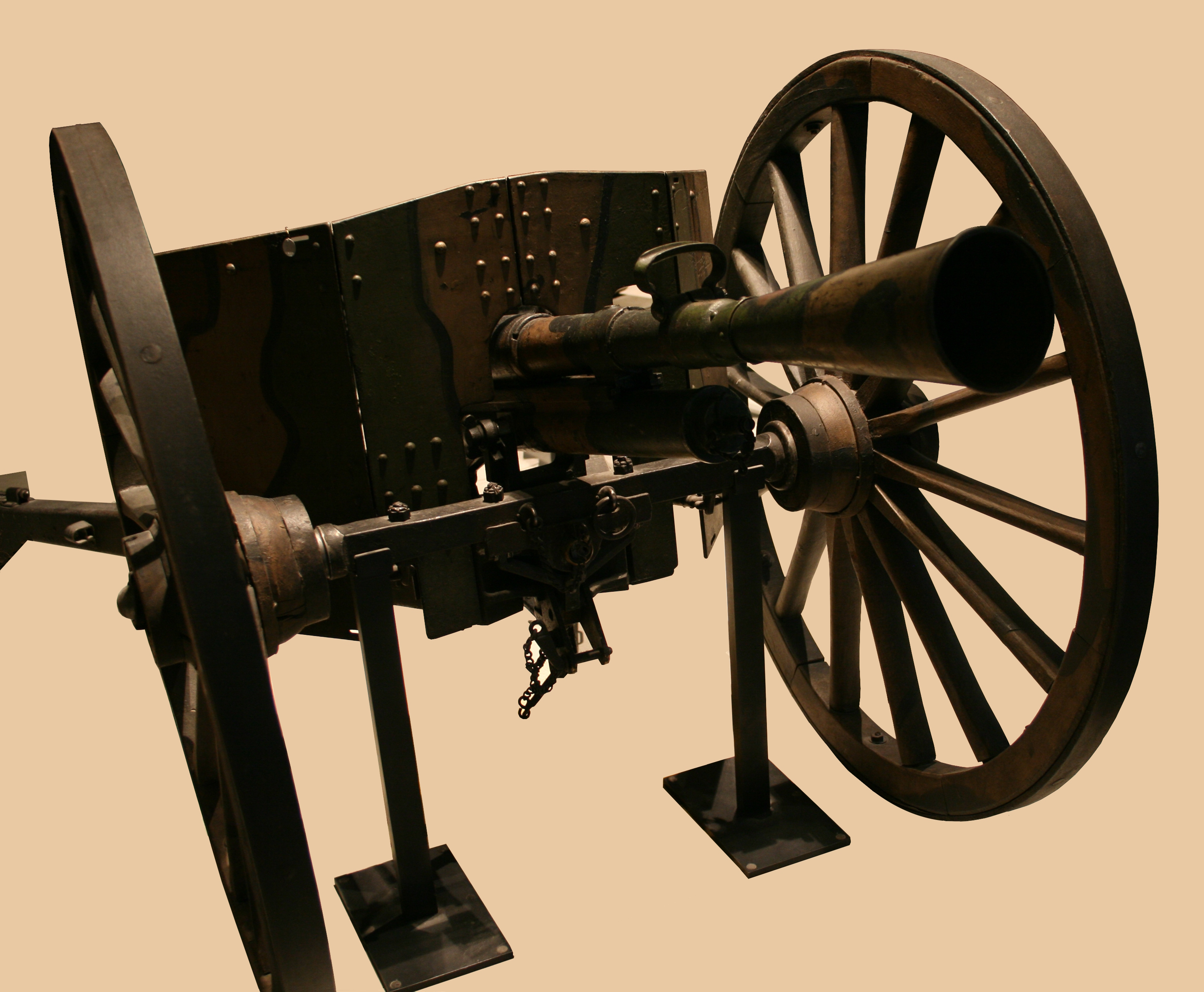
El 37 mm TRP Mle 1916 del Museo del Ejército, París.

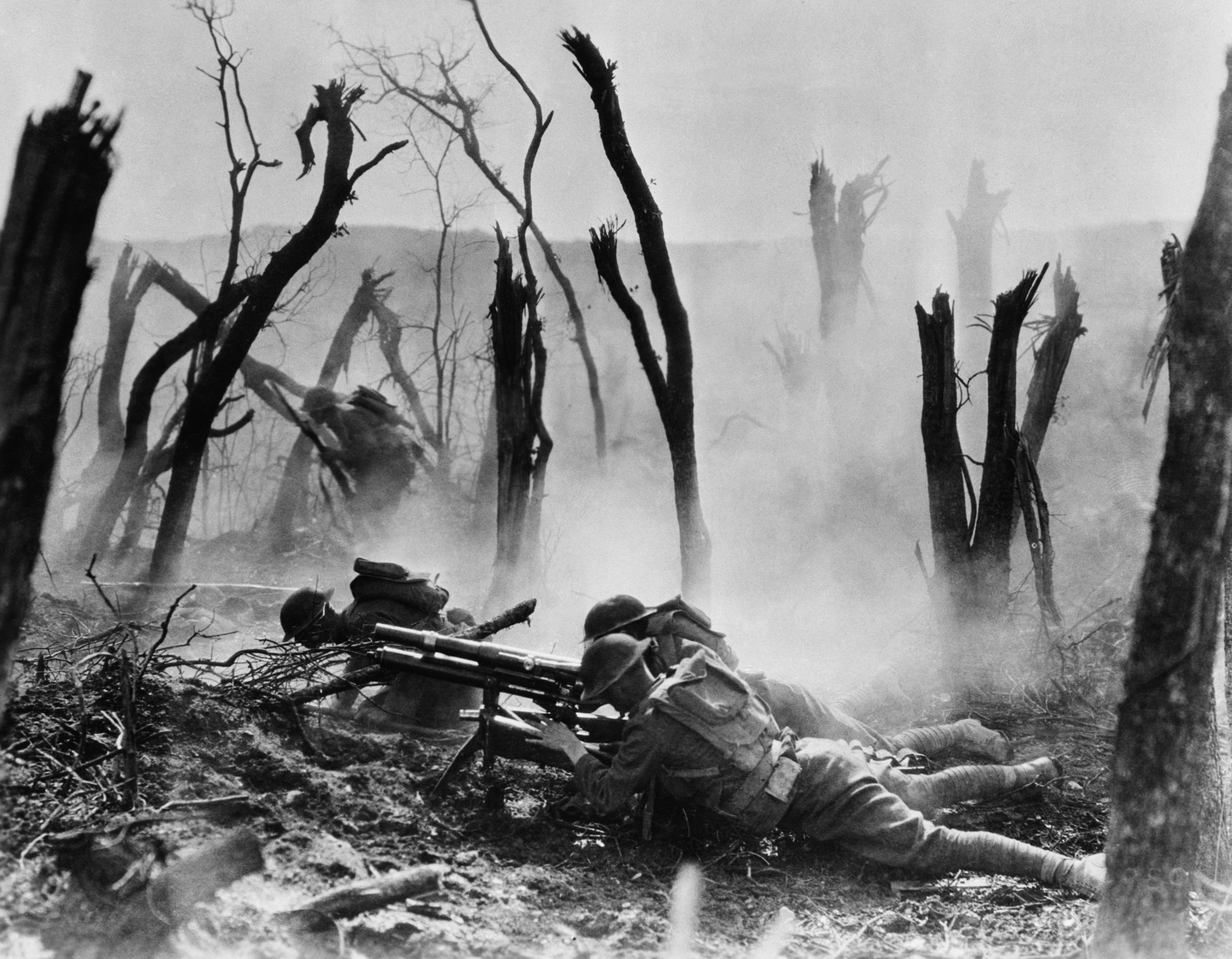
Artilleros estadounidenses en acción, 1918. Este cañón no tiene apagallamas.

Durante la Primera Guerra Mundial, este cañón fue ampliamente utilizado por las fuerzas francesas y estadounidenses, que lo designaron 37mm M1916. En combate demostró ser poco efectivo, además de descubrirse que su tarea de destruir emplazamientos de cañones se efectuaba mejor con morteros. Además de ser suministrado a la infantería, este cañones también fue montado en la torreta del tanque ligero M1917, el primer tanque estadounidense producido en masa. El M1917 entró en servicio demasiado tarde para participar en la Primera Guerra Mundial, por lo que ningún tanque entró en combate.
Durante el período de entreguerras, el Ejército de los Estados Unidos organizó sus regimientos de infantería con "compañías de obuses", que a falta de verdaderos obuses estaban armadas con cañones 37 mm M1916. El Ejército no tenía suficiente presupuesto para mantener compañías completas (usando en su lugar pelotones), pero la Guardia Nacional si podía. Esto hizo que el Ejército adopte por razones económicas un adaptador calibre .22 para entrenar con el cañón, que también permitía su empleo en polígonos de tiro cerrados. Para 1941, las compañías de obuses de los regimientos habían sido disueltas y reformadas como pelotones antitanque; el Ejército estadounidense había almacenado la mayor parte de los cañones M1916, los había desechado o los convirtió en adaptadores subcalibre para entrenamiento con cañones pesados. Algunos fueron empleados en la campaña de Filipinas en 1941-1942, debido a la escasez del M3 37 mm. El cañón Tipo 11 37 mm japonés estaba basado en este diseño.

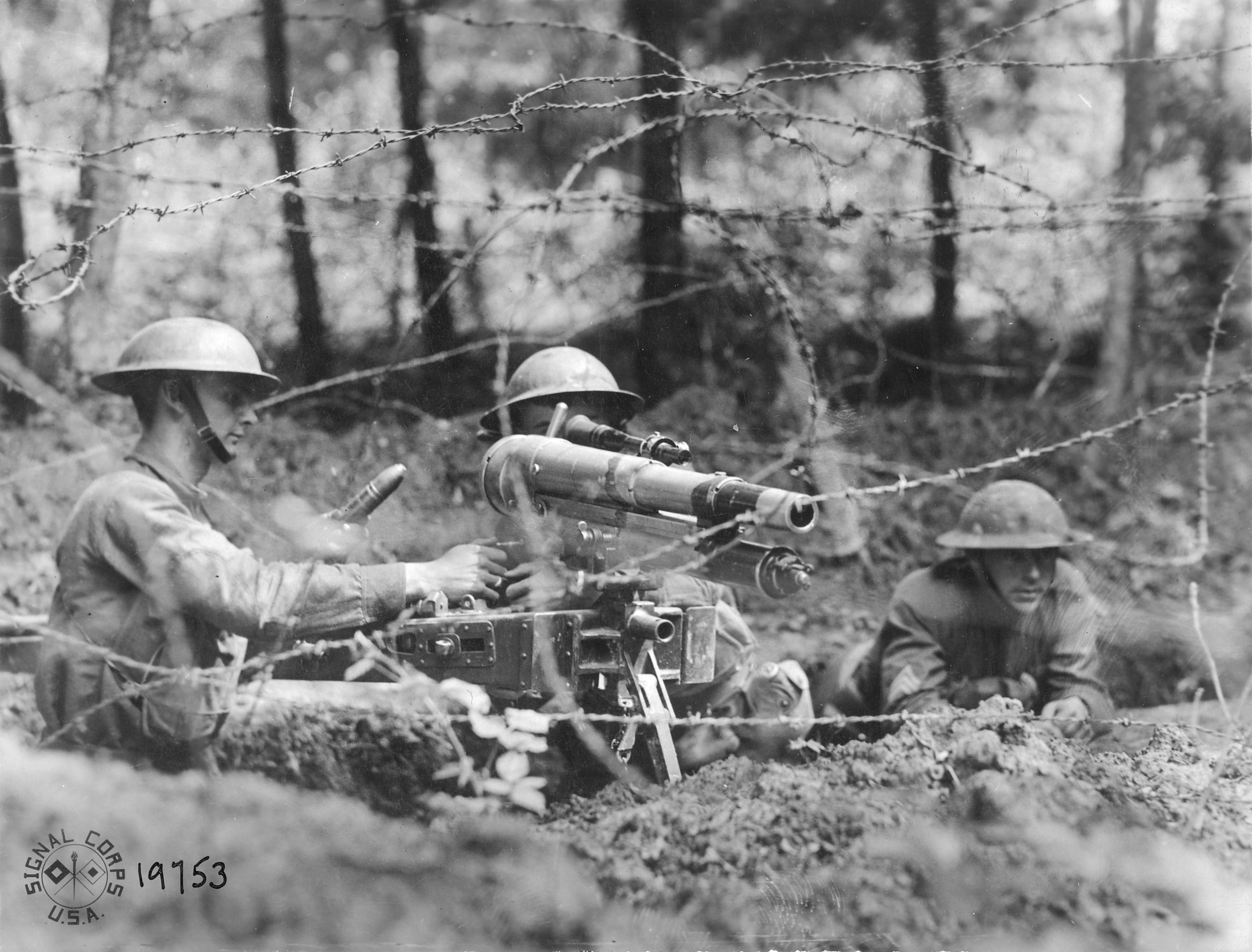
Un 37mm M1916 en acción con soldados estadounidenses, 1918.

El ejército francés todavía mantenía en servicio este cañón en 1940 como sustituto del cañón antitanque Hotchkiss 25 mm, que estaba disponible en cantidades limitadas. Tras la derrota de Francia por parte de Alemania, el Heer empezó a utilizar el TRP con la designación 3.7 cm IG 152(f).
Algunos fueron empleados por el Viet Minh en las primeras etapas de la Guerra de Indochina.

## Usuarios
- Francia
- Estados Unidos
- Italia
- Polonia
- Vietnam del Norte

## Cañones similares
- Cañón de Infantería Tipo 11 37 mm
- 3.7 cm Infanteriegeschütz M.15